# Prišlin
Prišlin je naselje na Hrvaškem, ki upravno spada pod občino Hum na Sutli Krapinsko-zagorske županije.
Vas stoji ob reki Sotli, ki je na tem delu mejna reka s Slovenijo, oz. natančneje ob zadrževalniku Vonarsko jezero, ki ima na tem mestu zožitev z dodatno pregrado, namenjeno preprečevanju zamočvirjanja zgornjega dela.

## Demografija
| Pregled števila prebivalcev po letih | Pregled števila prebivalcev po letih | Pregled števila prebivalcev po letih | Pregled števila prebivalcev po letih | Pregled števila prebivalcev po letih | Pregled števila prebivalcev po letih | Pregled števila prebivalcev po letih | Pregled števila prebivalcev po letih | Pregled števila prebivalcev po letih | Pregled števila prebivalcev po letih | Pregled števila prebivalcev po letih | Pregled števila prebivalcev po letih | Pregled števila prebivalcev po letih | Pregled števila prebivalcev po letih | Pregled števila prebivalcev po letih |
| ------------------------------------ | ------------------------------------ | ------------------------------------ | ------------------------------------ | ------------------------------------ | ------------------------------------ | ------------------------------------ | ------------------------------------ | ------------------------------------ | ------------------------------------ | ------------------------------------ | ------------------------------------ | ------------------------------------ | ------------------------------------ | ------------------------------------ |
| 1857                                 | 1869                                 | 1880                                 | 1890                                 | 1900                                 | 1910                                 | 1921                                 | 1931                                 | 1948                                 | 1953                                 | 1961                                 | 1971                                 | 1981                                 | 1991                                 | 2001                                 |
| 239                                  | 286                                  | 314                                  | 344                                  | 354                                  | 437                                  | 426                                  | 342                                  | 351                                  | 364                                  | 350                                  | 375                                  | 404                                  | 415                                  | 399                                  |